# Equinoxe Infinity
Equinoxe Infinity es un álbum de estudio del compositor y productor musical francés Jean-Michel Jarre, publicado el 16 de noviembre de 2018 por Sony Music y distribuido por Columbia Records.

## Antecedentes
El anuncio del álbum se dio el 12 de septiembre de 2018 en medio de una conferencia en Alemania, en el estreno de Planet Jarre, álbum recopilatorio estrenado en septiembre de 2018. Previo al anuncio oficial, fans de todo el mundo se enteraron de la publicación de esta producción a través de Amazon, plataforma que dio a conocer información básica de este álbum, como la fecha de lanzamiento y la lista de temas.

## Contenido
El álbum, a pesar de tener un título que lo involucra estrechamente con la producción de 1978, no imita o intenta seguir la atmósfera original, solo continuar con el ideal e historia que suponen para Jean-Michel los "observadores" (The Watchers), aquellos personajes plasmados por el artista Michel Granger en su pintura utilizada como portada del álbum de 1978.

"La llegada de las computadoras ha cambiado muchas cosas, pero al mismo tiempo no es más que un recurso. Lo que importa es el mensaje que se quiere transmitir. Hoy en día creo que me siento mejor con la tecnología que tenemos a disposición. Porque finalmente tener tantas posibilidades permite escoger lo mejor de cada universo, el analógico o el digital. Equinoxe Infinity es una mezcla de los dos."
Jean-Michel Jarre (2018) 

## Ediciones
El álbum se comercializa en 3 ediciones físicas diferentes: un CD con empaque digipack (con ambas portadas), en disco de vinilo (con ambas portadas) y una caja de coleccionismo con dos CD -correspondientes a los álbumes Equinoxe de 1978 y Equinoxe Infinity-, dos álbumes de vinilo -correspondiente a los álbumes ya mencionados-, una tarjeta para su descarga en formato digital y 4 pósteres. El álbum también ha sido publicado en un solo CD con caja Jewel Case pero para pocas regiones del mundo. Digitalmente el álbum fue distribuido a través de servicios de streaming como Spotify y Apple Music con 11 pistas, siendo la última una pista continua con todos los temas del álbum sin cortes intermedios.

### Portadas
Una característica destacable de este lanzamiento es que Jean-Michel quiso que, tanto en su edición en CD como vinilo, tuvieran dos portadas distintas basadas en la original del artista francés Michel Granger, ideada en 1974 y titulada "Le Trac". Filip Hodas, un joven artista visual de Praga, República Checa, fue el responsable de darle la presentación visual a esta secuela de Equinoxe, para ello creó dos diseños realistas de los "observadores" (The Watchers).
La primera portada muestra a los «observadores» (The Watchers) esculpidos en piedra en un campo, emulando a los Moai de Isla de Pascua, como muchos fans han comparado. Este escenario, según Jarre, muestra a la humanidad en paz con la naturaleza y la tecnología. El segundo arte del álbum da a conocer una versión distópica de un potencial futuro en donde las máquinas dominan el mundo. En esta versión se aprecian los mismos personajes repartidos en un lugar semidesértico, con cables en la tierra, algunas pantallas enterradas en el mismo y, probablemente, un androide sin cabeza al cual le sale humo.

"Una portada muestra a la humanidad en paz con la naturaleza y la tecnología y la otra es una imagen de miedo y distorsión con máquinas que se apoderan del mundo. Con ambas portadas quiero llamar la atención sobre dos escenarios a que nos enfrentamos hoy con nuestro amor y nuestra dependencia de la innovación y la tecnología. La música de Equinoxe Infinity es la banda sonora de esos dos mundos diferentes".
Jean-Michel Jarre (2018) 

## Lista de temas

### CD
Todos los temas compuestos por Jean-Michel Jarre
| Equinoxe Infinity |                                          |                   |          |  |
| N.º               | Título                                   | Autor             | Duración |  |
| 1.                | «The Watchers» (Movement 1)              | Jean-Michel Jarre | 2:57     |  |
| 2.                | «Flying Totems» (Movement 2)             | Jean-Michel Jarre | 3:53     |  |
| 3.                | «Robots Don't Cry» (Movement 3)          | Jean-Michel Jarre | 5:44     |  |
| 4.                | «All That You Leave Behind» (Movement 4) | Jean-Michel Jarre | 4:00     |  |
| 5.                | «If the Wind Could Speak» (Movement 5)   | Jean-Michel Jarre | 1:32     |  |
| 6.                | «Infinity» (Movement 6)                  | Jean-Michel Jarre | 4:13     |  |
| 7.                | «Machines Are Learning» (Movement 7)     | Jean-Michel Jarre | 2:07     |  |
| 8.                | «The Opening» (Movement 8)               | Jean-Michel Jarre | 4:16     |  |
| 9.                | «Don't Look Back» (Movement 9)           | Jean-Michel Jarre | 3:35     |  |
| 10.               | «Equinoxe Infinity» (Movement 10)        | Jean-Michel Jarre | 7:32     |  |
| 39:49             |                                          |                   |          |  |

### Bonus track en Streaming y Descarga digital
| Equinoxe Infinity |                  |                   |          |  |
| N.º               | Título           | Autor             | Duración |  |
| 11.               | «Continuous Mix» | Jean-Michel Jarre | 39:49    |  |
| 79:38             |                  |                   |          |  |

## Equipo utilizado
| - CS 80 YAMAHA - ARP 2600 - VCS 3, KS - EMINENT 310 - Roland Paraphonic 505 - Minipops - Mellotron - Korg PA 600 - Korg Polyphonic Ensemble - Korg MS20, GRI - Erica Synths Modular System - OPI - Modular Roland System 500 1 & 8 - Roland Boutiques - Nordlead 2 - Nord Modular - Small Stone | - Electric Mistress - Big Sky & Capistan - Moog Sub 37 - Moog Taurus 1 - Animoog - Arturi Arp 2600 - Arturia CS80 - Omnisphere - NI Kontakt - NI Reaktor - Dune 2 - Legend - Spitfire Boom - Replica XT - Satin - Valhalla - Digisequencer |